# Batalla de Jutlandia
La batalla de Jutlandia (en alemán: Skagerrakschlacht, "la batalla de Skagerrak") fue el mayor combate naval de la Primera Guerra Mundial, única confrontación directa de gran magnitud entre dos flotas de toda la guerra, que enfrentó a la Flota de Alta Mar de la Marina Imperial alemana y a la Marina Real británica entre el 31 de mayo y el 1 de junio de 1916, frente a las costas de Dinamarca, en el mar del Norte.
Los alemanes, al mando del vicealmirante Reinhard Scheer, planeaban usar los cinco modernos cruceros de batalla del vicealmirante Franz von Hipper como cebo para atraer a la escuadra de Sir David Beatty hacia el grueso de la flota alemana, con el fin de destruirla. Sin embargo, la flota británica, al mando del almirante Sir John Jellicoe detectó, gracias a algunas comunicaciones interceptadas, que se estaba proyectando una operación a gran escala, por lo que el 30 de mayo la flota de Jellicoe zarpó con la intención de reunirse con Beatty.
La tarde del día 31, Beatty y Hipper se encontraron el uno con el otro y en el curso de una batalla convencional, atrajeron a los británicos hacia la Flota de Alta Mar. Sin embargo, Beatty cambió el rumbo en el último momento y huyó en busca de la Gran Flota, por lo que las flotas alemanas y británicas (unas 250 naves en total) acabaron viéndose las caras en una dura batalla entre las 18:30 de la tarde y la caída de la noche, que aconteció en torno a las 20:30. Resultaron hundidos 14 barcos británicos y 11 alemanes, con grandes pérdidas de vidas humanas. Jellicoe trató de cortar el camino de la flota alemana hacia su base con el fin de continuar la batalla por la mañana, pero Scheer consiguió romper el bloqueo británico arropado por la oscuridad y regresó a puerto.
Ambos bandos reclamaron la victoria. Los británicos perdieron más barcos y hombres, pero evitaron caer en la emboscada de Scheer. Los alemanes siguieron constituyendo una amenaza que requirió la concentración de la marina británica en el mar del Norte, pero nunca lograron el dominio de los océanos. En su lugar, la Marina Alemana recondujo sus esfuerzos y recursos hacia una guerra submarina sin restricciones.

## Situación previa

### La guerra naval en 1916
En esta época, la disposición típica para una batalla naval consistía en disponer la flota en columnas paralelas, con los barcos moviéndose en fila india para permitir una gran maniobrabilidad. Muchas columnas cortas podían cambiar más rápidamente de dirección que una grande y única, al tiempo que mantenían la formación. Este sistema también garantizaba mejores comunicaciones en una época en que las órdenes se daban rara vez por radio (invento muy reciente), prefiriéndose el uso de las tradicionales banderas y focos luminosos. En caso de avanzar en una sola gran columna, los últimos barcos podían tardar 10 minutos o más en recibir las señales del buque insignia (normalmente situado a la cabeza de toda la flota), ya que cada barco debía identificarlas y repetirlas para el siguiente, puesto que quedaban ocultas para el resto por el humo que salía de las chimeneas.
En el momento de la batalla, sin embargo, la flota sí se desplegaría en una sola columna, luego de que el primer barco de cada línea menor virase 90° a babor o estribor y el resto lo siguiese sucesivamente, formando la columna final en ángulo recto con respecto a la línea de avance original. Para poder disponerse de forma correcta, la flota debía conocer la dirección en que se acercaba el enemigo antes de que su buque insignia llegara siquiera a avistarlo, ya que una maniobra tan lenta necesitaba mucho más tiempo para llevarse a cabo que el que necesitarían dos flotas para situarse a la distancia adecuada de tiro. La tarea de encontrar al enemigo e informar de su posición correspondía a las flotillas de exploración, formadas por cruceros. De ser posible, los cruceros de exploración también tenían como deber hundir cualquier explorador enemigo que hallasen con el fin de que el bando contrario no recibiera esa misma información.
En el mejor de los casos la línea de acorazados cortaría el camino de la columna enemiga, de tal manera que se pudiera disparar sobre ella el mayor número posible de proyectiles mientras que el contrario sólo podría utilizar las baterías frontales de los barcos situados a la cabeza. El llevar a cabo esta maniobra clásica conocida como cruzar la T dependía en gran medida de la suerte; los enfrentamientos más comunes consistían en el intercambio de fuego entre dos filas de barcos enemigos situados de forma paralela los unos a los otros.

### El plan alemán

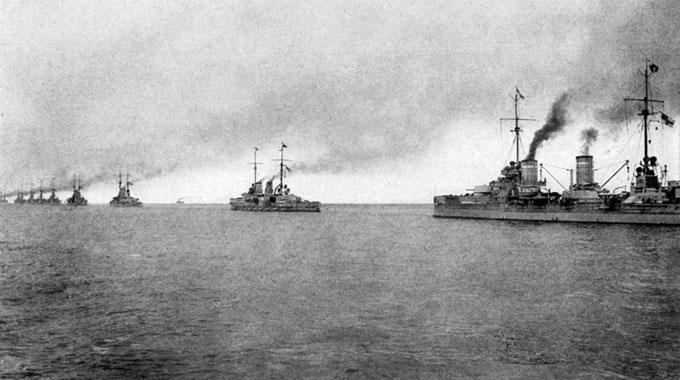
Acorazados de la Flota de Alta Mar alemana durante la guerra mundial.

La estrategia naval alemana, en palabras del propio Scheer, tenía como objetivo

dañar la Flota Británica por medio de ataques rápidos contra las fuerzas navales ocupadas de vigilar y bloquear la bahía Alemana, así como depositar minas en la costa británica y atacar con submarinos, siempre que fuera posible. Después de demostrarse una igualdad de fuerzas como resultado de estas operaciones, y de que todas nuestras fuerzas estuvieran preparadas y concentradas, debía intentarse buscar la batalla con nuestra flota bajo circunstancias que fueran desfavorables para el enemigo.

Dado que en 1916 la Flota de Alta Mar Alemana sólo tenía 18 acorazados frente a los 33 de la Gran Flota Británica, y a que los alemanes se estaban quedando cada vez más atrás en la carrera naval conforme avanzaba la guerra, no había ninguna posibilidad de derrotar a los británicos en un combate naval convencional. En su lugar, se decidió que los alemanes dividirían y conquistarían: se atraerían pequeñas escuadras británicas por medio de acciones menores en el mar del Norte y una vez en el sitio adecuado, serían rodeadas y destruidas por fuerzas alemanas superiores. Sin embargo, para aquel entonces los británicos se habían hecho con los códigos de codificación alemanes (cosa que éstos ignoraban) y podían descifrar todas las comunicaciones por radio del enemigo. Gracias a esto el Almirantazgo británico quedó enterado de la trampa y pudo esquivarla sin problemas.
La estrategia a seguir en mayo de 1916 era situar un gran número de submarinos (U-Boot) frente a las bases navales británicas y atraer a la escuadra de acorazados de Beatty mediante una maniobra de distracción llevada a cabo por Hipper en la costa de Sunderland. Tras desgastarla por medio de los submarinos, la flota británica sería conducida por Hipper hacia los dreadnoughts alemanes de Scheer y destruida por estos.

### Respuesta británica
Los británicos interceptaron y descifraron una orden alemana del 28 de mayo que ordenaba a todos los barcos salir a la mar el día 30. Posteriormente se interceptaron nuevas comunicaciones que, a pesar de no haberse podido descifrar todas, no dejaban lugar a dudas de que estaba en marcha una gran operación. La Gran Flota de 24 dreadnoughts y 3 cruceros de batalla partió entonces de Scapa Flow bajo las órdenes de John Jellicoe, antes de que Hipper abandonara el estuario del río Jade el 30 de mayo. Al día siguiente, Beatty salió de Firth of Forth. La intención de Jellicoe era cubrir una distancia de 90 millas (167 km) hasta situarse al oeste del estrecho de Skagerrak, donde esperaría a los alemanes.

### Flotas enfrentadas
Las fuerzas de Jellicoe se componían de 28 acorazados y 9 cruceros de batalla, mientras que Scheer contaba con 16 dreadnoughts, 5 cruceros de batalla y seis obsoletos pre-dreadnoughts. Los británicos también eran superiores en barcos ligeros. En total, la flota británica podía disparar una andanada de 151 t de proyectiles, frente a las 61 t de los alemanes.
Esta superioridad numérica se veía contrarrestada, sin embargo, por ciertos factores técnicos: Los barcos alemanes tenían un blindaje antitorpedo más grueso; una división interna más simple y eficaz derivada del hecho de que la mayoría de los navíos germanos estaban concebidos para realizar viajes cortos en el mar del Norte y por tanto no empleaban una gran parte de su espacio en camarotes para sus marineros quienes descansaban en tierra cuando atracaban, y los proyectiles alemanes eran superiores a los británicos que utilizaban munición explosiva antes que perforante.
Además los alemanes habían sacado provecho a su derrota en la Batalla del Banco Dogger, el año anterior, protegiendo las santabárbaras de sus buques de posibles deflagraciones, reforzando la separación entre los cañones y los depósitos de municiones.

## Acción de los cruceros de batalla

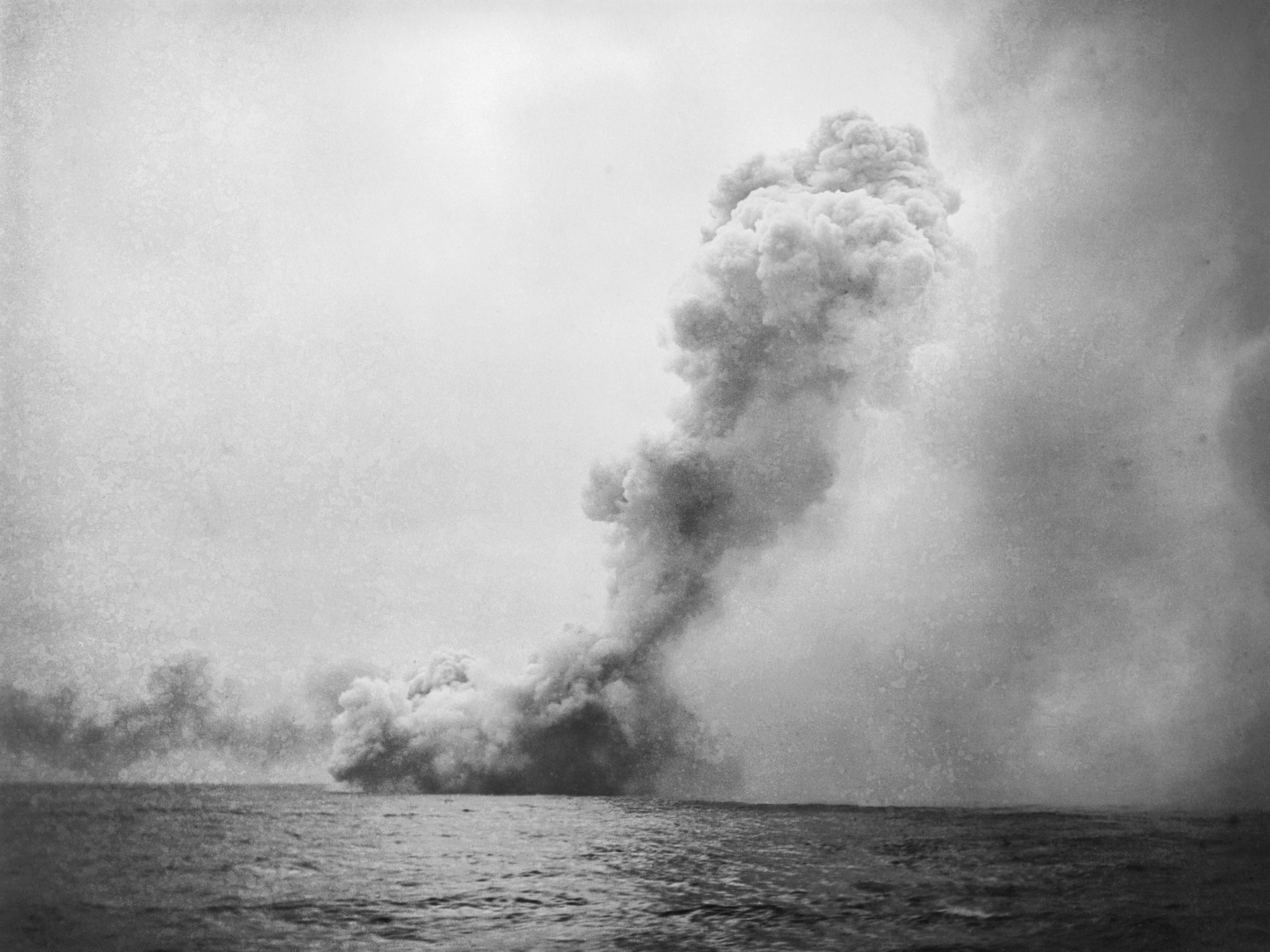
El HMS Queen Mary británico explota durante la batalla

Por la mayor velocidad, sobre 25-27 nudos, respecto a los 20-22 nudos de los acorazados, los cruceros de batalla se usaban como fuerza de exploración.
Mientras que el objetivo británico era entretener y "desgastar" a los alemanes hasta la llegada de la Gran Flota, los alemanes planeaban atraer a la fuerza británica, contra el grueso de sus fuerzas, retrocediendo hasta ella.
La esperanza alemana se basaba en la probabilidad de entrar en combate contra una parte de la flota británica, en vez de la totalidad de las fuerzas británicas, como estuvo a punto de ocurrir en un combate del año anterior.
La fuerza de batalla de Jellicoe eran veintiocho acorazados y nueve cruceros de batalla, mientras que Scheer tenía dieciséis acorazados, cinco cruceros de batalla y seis pre-dreadnoughts obsoletos. Los Británicos eran superiores también en lo que se refería a buques ligeros. 
Debido a la preferencia de protección sobre potencia de fuego, las naves alemanas tenían un blindaje más grueso contra los obuses, pero llevaban armas de menor calibre que su contrapartida británica. No se equipó ninguna nave alemana de las que participaron en la batalla con cañones de más de 12 pulgadas (305 milímetros), mientras que la mayoría de las naves británicas tenían armas de 13,5 pulgadas (343 milímetros) o de 15 pulgadas (381 milímetros).
Esto, combinado con su superioridad numérica, dio a los Británicos una ventaja de 332 400 libras (151 toneladas) contra 134 000 libras (61 toneladas) en términos de peso total de los proyectiles disparados en una salva por la flota al completo.

## La batalla

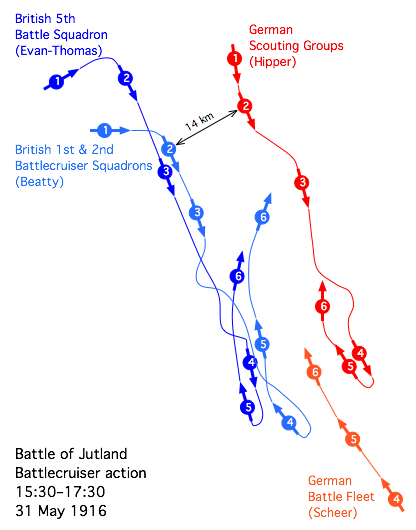
(1) 15:22, Hipper mira hacia Beatty.
(2) 15:48, Primeros disparos de la escuadra de Hipper.
(3) 16:00-16:05, Indefatigable explota dejando dos supervivientes.
(4) 16:25, Queen Mary explota, nueve supervivientes.
(5) 16:45, los cruceros de batalla de Beatty se mueven fuera del alcance de Hipper.
(6) 16:54, los acorazados de Evan-Thomas giran hacia el norte detrás de Beatty.

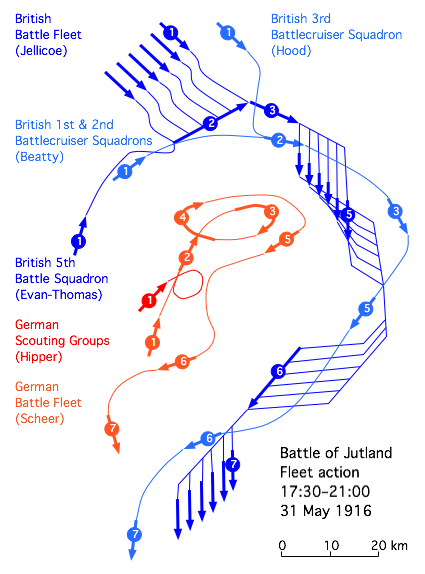
(1) 18:00 Las fuerzas de exploración se reincorporan a sus respectivas flotas.
(2) 18:15 la flota británica se despliega en la línea de batalla
(3) 18:30 la flota alemana bajo fuego se aleja
(4) 19:00 la flota alemana regresa
(5) 19:15 la flota alemana se aleja por segunda vez
(6) 20:00
(7) 21:00 Anochecer: Jellicoe asume la formación de crucero nocturno

A mediodía del 31 de mayo de 1916 el almirante británico Beatty, al mando de varios cruceros de batalla, y el comandante Evan-Thomas, al mando de varios acorazados, picaron el anzuelo tendido por el almirante alemán Hipper y le persiguieron rumbo sur, sin saber que este iba directo a reunirse con el resto de la gran flota alemana comandada por Scheer, para cumplir el plan previsto por los alemanes de ir destruyendo la flota británica en partes separadas porque era imposible hacerlo de una vez debido a la superioridad material de la Marina Real Británica. 
Mientras ambas flotas iban rumbo sur los alemanes hundieron los cruceros de batalla ingleses HMS Indefatigable y HMS Queen Mary, perdiéndose ambos con casi toda su tripulación. En cuanto Beatty y Evan-Thomas se dieron cuenta de la trampa en la que estaban cayendo rectificaron 180 grados y pasaron a rumbo norte para reunirse cuanto antes con el resto de la armada inglesa dirigida por Jellicoe. La descoordinación entre las escuadras de Beatty y Evan-Thomas fue constante durante la batalla y fue un factor que afectó al desempeño de la flota británica.
Mientras Beatty y Evan-Thomas dirigían sus flotas al norte para reunirse con Jellicoe resultó que ahora ellos se habían convertido en el cebo para atraer la armada alemana hacia la inglesa. Hipper y Scheer tuvieron que girar para evitar que la flota inglesa les "cruzara la T". En ese instante de la batalla llegaron a sumar unos 250 barcos entre las dos flotas. Durante el cañoneo numerosos barcos de ambas flotas quedaron dañados en mayor o menor medida. Los ingleses perdieron el crucero acorazado HMS Defence y otro crucero de batalla, el HMS Invincible. Ambas flotas dispararon muchos torpedos pero ningún gran buque se hundió por uno de ellos en este combate de la batalla.
Los alemanes se retiraron aprovechándose de la oscuridad mientras atardecía y se ponía la noche. El crucero de batalla alemán SMS Lützow estaba tan dañado que fue hundido por los propios alemanes por la imposibilidad de llevarlo a puerto. Hay combates esporádicos de algunas escuadras que componían las flotas y de nuevo numerosos barcos quedaron dañados en mayor o menor medida durante el enfrentamiento. 
Los alemanes hundieron el crucero acorazado HMS Black Prince y los británicos el acorazado SMS Pommern y los cruceros ligeros SMS Wiesbaden, SMS Frauenlob y SMS Rostock. Los alemanes también perdieron el crucero ligero SMS Elbing tras ser embestido accidentalmente por el acorazado SMS Posen cuando el Elbing intentaba evadir torpedos británicos. Al amanecer los ingleses abandonaron el HMS Warrior, muy dañado por los proyectiles alemanes, que se hundió en la mañana del 1 de junio.
En total catorce barcos británicos (incluidos 8 destructores) y once alemanes (incluidos 5 torpederos) se hundieron, con un total de 9.823 bajas.

## Embarcaciones perdidas

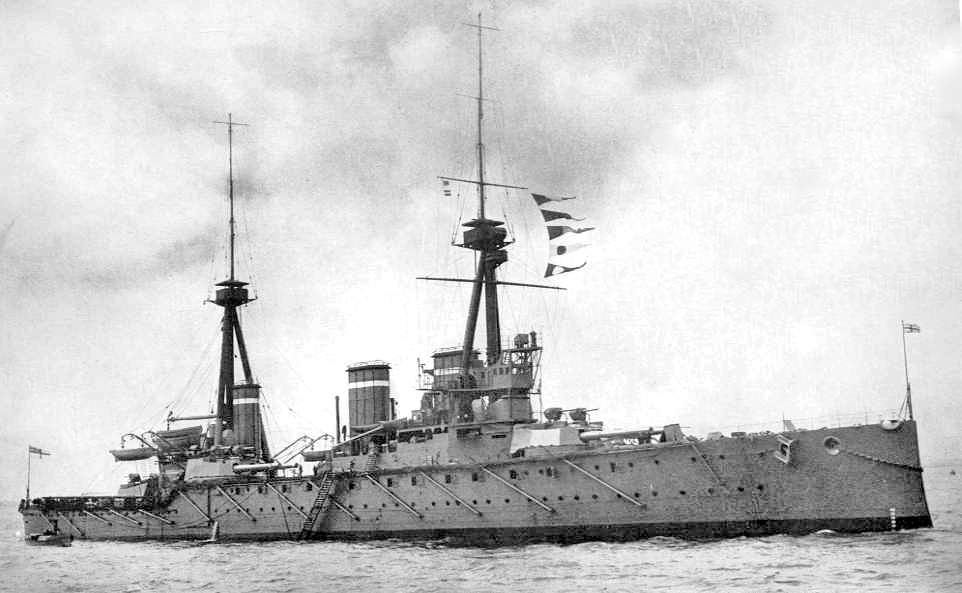
El crucero de batalla inglés HMS Invincible, hundido durante la batalla.

### Británicas
- Cruceros de batalla: HMS Indefatigable, Queen Mary e Invincible.
- Cruceros acorazados: HMS Black Prince, Warrior y Defence.
- Líder de flotilla:[1] HMS Tipperary.
- Destructores: HMS Shark, Sparrowhawk, Turbulent, Ardent, Fortune, Nomad, Nestor.

### Alemanas
- Crucero de batalla: SMS Lützow.
- Acorazado pre-dreadnought: SMS Pommern.
- Cruceros ligeros: SMS Frauenlob, Elbing, Rostock y Wiesbaden.
- Torpederos: V48, S35, V27, V4 y V29

## Desenlace

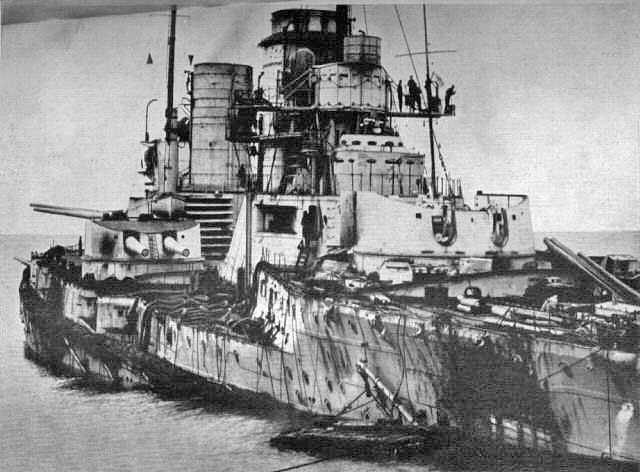
El acorazado alemán SMS Seydlitz resultó gravemente dañado y sufrió 98 muertos y 55 heridos.

Pueden extraerse dos conclusiones de la batalla de Jutlandia:
La victoria táctica fue para el lado alemán. No solo perdieron menos buques a la vez que causaban un daño considerable a la Royal Navy, sino que además sus buques resistieron mejor el castigo, su artillería fue mucho más efectiva y sus comandantes actuaron eficazmente en las acciones nocturnas.
Pero la victoria estratégica fue sin duda británica. Al final de la batalla y a pesar de las pérdidas, la flota británica seguía en condiciones de combate, mientras que la flota alemana -en inferioridad numérica- decidía retirarse dejando a sus enemigos en control de las aguas.
De Jutlandia en adelante el grueso de la flota del Káiser se mantuvo en puerto y no volvió a desafiar a la flota británica, que mantuvo su bloqueo del Mar del Norte. Ante ello, Alemania cambió su estrategia en favor de la guerra submarina, causando además un gran golpe en la moral de las tripulaciones de la Flota de Alta Mar que en la práctica se mantendría inactiva por el resto de la guerra.

## En la cultura popular

### Conmemoraciones

#### República de Weimar
La batalla de Jutlandia se celebraba anualmente como una gran victoria alemana por parte de la derecha en la Alemania de Weimar. Esta victoria se utilizó para reprimir el recuerdo del inicio de la revolución de Noviembre, así como el recuerdo de la derrota en la Primera Guerra Mundial en general. Estas celebraciones se mantuvieron en algunas ciudades, como Wilhelmshaven, hasta la década de 1960.

#### 100 aniversario
En mayo de 2016, se celebró la conmemoración del 100 aniversario de la batalla de Jutlandia. El 29 de mayo, se celebró un servicio conmemorativo en la Iglesia de Santa María, Wimbledon, donde el HMS Inflexible está en exhibición permanente. El 31 de mayo, el servicio principal se celebró en la Catedral de San Magnus en las Orcadas, al que asistieron el primer ministro británico, David Cameron, y el presidente alemán, Joachim Gauck, junto con la princesa Ana y su marido, el vicealmirante Sir Timothy Laurence. Del 29 de mayo de 2016 al 28 de febrero de 2017 se celebró una exposición del centenario en el Museo de la Marina alemana de Wilhemshaven.

### Pintura
- La batalla de Skagerrak, obra de Claus Bergen: Al regreso de la flota alemana de alta mar de la batalla naval frente al estrecho de Skagerrak (nombre por el que los alemanes conocen la batalla situándola más concretamente en el estrecho de Skagerrak, en vez de en la península de Jutlandia), el pintor marino Claus Bergen se encontraba en Wilhelmshaven. Fue el primer pintor marino en hablar con los miembros de la tripulación, sintió el estado de ánimo y vio barcos "orgullosos" y colapsados. Su excelente contacto con el almirante Hipper, el comandante de las fuerzas de reconocimiento, le dio a Bergen la oportunidad de participar en ejercicios navales. Claus Bergen luego implementó sus impresiones en numerosas pinturas y desde entonces ha sido considerado por la historiografía germana como el pintor de la batalla de Jutlandia.

### Libros
- Skagerrak (Skagerrak/Jutlandia), del contraalmirante Friedrich von Kühlwetter en el que realiza un detallado análisis de la batalla. Sus varias reimpresiones jugaron un papel fundamental como influencia para mantener la batalla en la memoria pública entre los alemanes, ya que no estaba contaminada por la ideología del Tercer Reich.
- Des Kaisers Kulis (Los esclavos del emperador), del escritor alemán, Theodor Plievier, considerado como el novelista de los marineros. Abordó los acontecimientos de la batalla de Jutlandia. Se centró en particular en los puntos de vista y destinos de los marineros comunes de ambas naciones. La novela fue un éxito internacional y también se publicó como una versión teatral bajo la dirección de Erwin Piscator (estrenada el 31 de agosto de 1930).
- Seeschlacht (Batalla naval), del escritor prusiano Reinhard Goering. El escritor expresionista escribió una obra filosófica cuyo centro era el sentimentalismo heroico, pero con un trasfondo pacifista, que se publicó en Dresde poco después del fin de la Primera Guerra Mundial.

### Cine
- La escuadra hundida (1926) de Manfred Noa. Esta película alemana se sitúa en los acontecimientos anteriores y en la propia batalla de Jutlandia siguiendo a dos almirantes, uno de cada bando, que se conocían desde antes de la guerra.